# Глущенко Андрій Арсенович
Андрій Арсенович Глущенко (15 березня 1926, Бурти — 19 грудня 2012, Київ) — український математик у галузі математичної фізики, педагог. Доктор фізико-математичних наук (1970), професор (1973). Дослідник теорії фільтрації, конвективної дифузії, аеродинаміки, теорії напівпровідників, нелінійної оптики.
Учасник Німецько-радянської війни, лейтенант військової служби. Брав участь у Варшавсько-Познанській та Вісло-Одерській операціях, нагороджений понад 15-ма орденами та медалями.
Після завершення війни, протягом майже 45 років — професор Київського державного університету імені Тараса Шевченка (1959—2002), завідувач кафедри математичної фізики. Автор понад 170 наукових робіт, учень професора Георгія Положія.

## Життєпис
Народився 15 березня 1926-го року у селі Бурти на Київщині в родині вчителів.
У 1944-му році, з досягненням повноліття, був призваний на фронт. У складі 161-го стрілецького полку (95-та стрілецька дивізія), 226-го стрілецького полку (95-та стрілецька дивізія) та 1-го Білоруського фронту брав участь у Варшавсько-Познанській та Вісло-Одерській операціях. Воював в одному полку з братом-близнюком Адольфом.
Завершив війну у званні лейтенанта, нагороджений понад 15-ма орденами та медалями. З 1945-го по 1950-й роки, як військовослужбовець, брав участь у розбудові Німеччини.
У 1951-му році вступив на механіко-математичний факультет Київського державного університету імені Тараса Шевченка, який закінчив з відзнакою у 1956-му році. Навчався на одному курсі з майбутніми професорами Тадеушем Мар'яновичем, Олексієм Боярчуком, Яковом Гаєм, Анатолієм Стогнієм.
У тому ж році ж вступив до аспірантури, де навчався під керівництвом професора Георгія Положія. У 1959-му році закінчив аспірантуру, був прийнятий до педагогічного складу кафедри обчислювальної математики на посаду асистента. Через рік здобув науковий ступінь кандидата фізико-математичних наук, захистивши дисертацію на тему «Деякі експериментально-аналітичні методи розв'язання задач теорії фільтрації».
З 1962-го року — доцент кафедри обчислювальної математики. У цей період працював над науковими проблемами з розвитку математичних методів теорії фільтрації.
У 1968-му році розпочав навчання у докторантурі, яку завершив через два роки та здобув науковий ступінь доктора фізико-математичних наук, захистивши дисертацію на тему «Розв'язання деяких просторових крайових задач теорії фільтрації».
У 1973-му році здобув вчене звання професора. Тоді ж очолив кафедру математичної фізики, паралельно став деканом факультету підвищення кваліфікації викладачів природничих спеціальностей вищих учбових закладів (нині — Інститут післядипломної освіти). За керівництва Андрія Глущенка факультет значно підвищив рівень педагогічної та наукової роботи.
У 1982-му році залишив посаду декана факультету підвищення кваліфікації, а у 1988-му році склав з себе обов'язки завідувача кафедри математичної фізики. Відтоді — професор кафедри.

Могила Андрія та Галини Глущенків, Байкове кладовище

Науковий керівник близько 20-ти кандидатів та докторів наук, зокрема Тимофія Бездітного, Бориса Довгого тощо. Лектор Лейпцизького, Казанського, Бакинського, Каракалпацького університетів. Член Вченої ради КНУ, протягом 16-ти років — очільник спеціалізованої Вченої ради механіко-математичного факультету.
Автор понад 170-ти наукових робіт. Дослідник теорії фільтрації, конвективної дифузії, аеродинаміки, теорії напівпровідників, нелінійної оптики.
Дружина — педагог, директор Кловського ліцею у Києві, Герой Соціалістичної Праці Галина Глущенко (1930—2014). Виховали сина.
У 2002-му році вийшов на заслужений відпочинок. До останнього вів громадську діяльність, як голова Ради ветеранів війни та праці механіко-математичного факультету та заступник голови Ради старійшин КНУ. Помер 19 грудня 2012-го року на 87-му році життя. Похований разом із родиною на Байковому кладовищі (ділянка № 33, 50°25′7.88″ пн. ш. 30°30′10.39″ сх. д. / 50.4188556° пн. ш. 30.5028861° сх. д.).

## Науковий доробок (частковий)
- 1960 — «Деякі експериментально-аналітичні методи розв'язання задач теорії фільтрації» (дисертація)
- 1970 — «Розв'язання деяких просторових крайових задач теорії фільтрації» (дисертація)
- 1970 — «Некоторые пространственные задачи теории фильтрации»
- 1975 — «Один наближений метод розв'язування нестаціонарних задач математичної фізики» (стаття)
- 1984 — «Некоторые обратные краевые задачи нелинейной фильтрации» (у співавторстві)
- 1996 — «Розв'язок однієї задачі теорії фільтрації з частково недовизначеними крайовими умовами» (у співавторстві)

## Нагороди
- орден Вітчизняної війни II ступеня
- орден «Знак пошани»
- медаль «За відвагу»
- медаль «За визволення Варшави»
- медаль «За взяття Берліна»
- медаль «За перемогу над Німеччиною у Великій Вітчизняній війні 1941—1945 рр.»
- медаль «20 років перемоги у Великій Вітчизняній війні 1941—1945 рр.»
- медаль «30 років перемоги у Великій Вітчизняній війні 1941—1945 рр.»
- медаль «40 років перемоги у Великій Вітчизняній війні 1941—1945 рр.»
- почесний знак «За відмінні успіхи в галузі вищої освіти СРСР»
- знак Міністерства вищої та середньої спеціальної освіти СРСР «За відмінні успіхи у роботі»
- відзнака Вченої ради КНУ «За заслуги»
- «Почесний ветеран України»
- «Почесний ветеран міста-героя Києва»